# Spoorlijn Gütersloh - Hövelhof
De spoorlijn Gütersloh - Hövelhof is een Duitse spoorlijn en is als spoorlijn 9164 onder beheer van de Teutoburger Wald Eisenbahn.

## Geschiedenis
Het traject werd door de Vering & Waechter geopend op 19 april 1903. Tot 1978 heeft er personenvervoer plaatsgevonden op de lijn. Op dit moment zijn er plannen om deze weer in gebruik te nemen voor personenvervoer.

## Aansluitingen
In de volgende plaatsen is of was er een aansluiting op de volgende spoorlijnen:
GüterslohDB 1700, spoorlijn tussen Hannover en Hamm
DB 2990, spoorlijn tussen Minden en Hamm
DB 9163, spoorlijn tussen Lengerich en Gütersloh
HövelhofDB 2960, spoorlijn tussen Paderborn en Brackwede